# Hans Teurloen
Hans Teurloen, död 1743, var en svensk superkargör vid Ostindiska kompaniet. På Linnés förslag invaldes han 1739 som ledamot av Kungliga Vetenskapsakademien mot villkor att han skänkte akademien två kinesiska böcker; en om silkesodling och en om risplantering.